# Dub Král
Dub Král je památný strom, který roste na okraji Přírodní rezervace „Království“ poblíž Grygova v okrese Olomouc, a to hned u železniční trati. Jeden z nejmohutnějších památných stromů v okrese Olomouc se dostal i do 8. dílu televizního pořadu České televize Paměť stromů s názvem Stromy královské.

## Základní údaje
Strom vyhlášen za památný: 27. ledna 1973 
Stáří: 460-500 let , podle AOPK 400 let (měření z roku 2006 )
Obvod kmenu: 496 cm (1956) , 545 cm (2006) , 560 cm (2006) 
(z roku 1972 pochází údaj 695 cm, který je ovšem patrně výsledkem nesprávného měření) 
Výška: 27 m (1956), 24 m (1972), 27 m (1997), 31 m (2006) 

## Legenda
Ke stromu se vztahuje legenda spojená s českým panovníkem Václavem III. V roce 1306 vyrazil mladý král v místním tehdy královském lese na lov. Protože se ale ztratil, rozhodl se, že počká na svou družinu pod jedním doubkem. Při čekání usnul a zdál se mu zvláštní sen. V něm na palouk před krále přitančily víly a začaly si hrát s malým jelínkem. V tom se odněkud přihnal vlk a vrhl se na jelínka. Václav po něm rychle vystřelil a v tom se probudil.
Když se potom panovník vrátil do Olomouce, věnoval les městu a přikázal, aby strom, pod kterým měl tento zvláštní sen, nebyl nikdy pokácen. Jeho přání bylo splněno. Když později původní strom dožil, byl na jeho místě vysazen nový, který dodnes stojí na okraji lesního porostu.

## Zdravotní stav a další informace
V roce 2003 byla u paty kmene instalována kruhová dřevěná plošina. Byly však rovněž odstraněny i ty kosterní větve, které byly dostatečně silné. Došlo tak k nežádoucímu vychýlení těžiště. Toto odstranění větví je patrné při prvním pohledu - koruna stromu začíná zhruba v jedné polovině jeho výšky. S tímto nešťastným zásahem koresponduje i zdravotní stav stromu, který byl v letech 1972 a 1997 považován za velmi dobrý, v roce 2006 je už ale strom definován jako silně poškozený.
V roce 2006 byla plošina kolem stromu opravena a přistavěn byl i dřevěný přístupový chodník. Strom je tak přístupný po celém obvodu kmene.

## Galerie

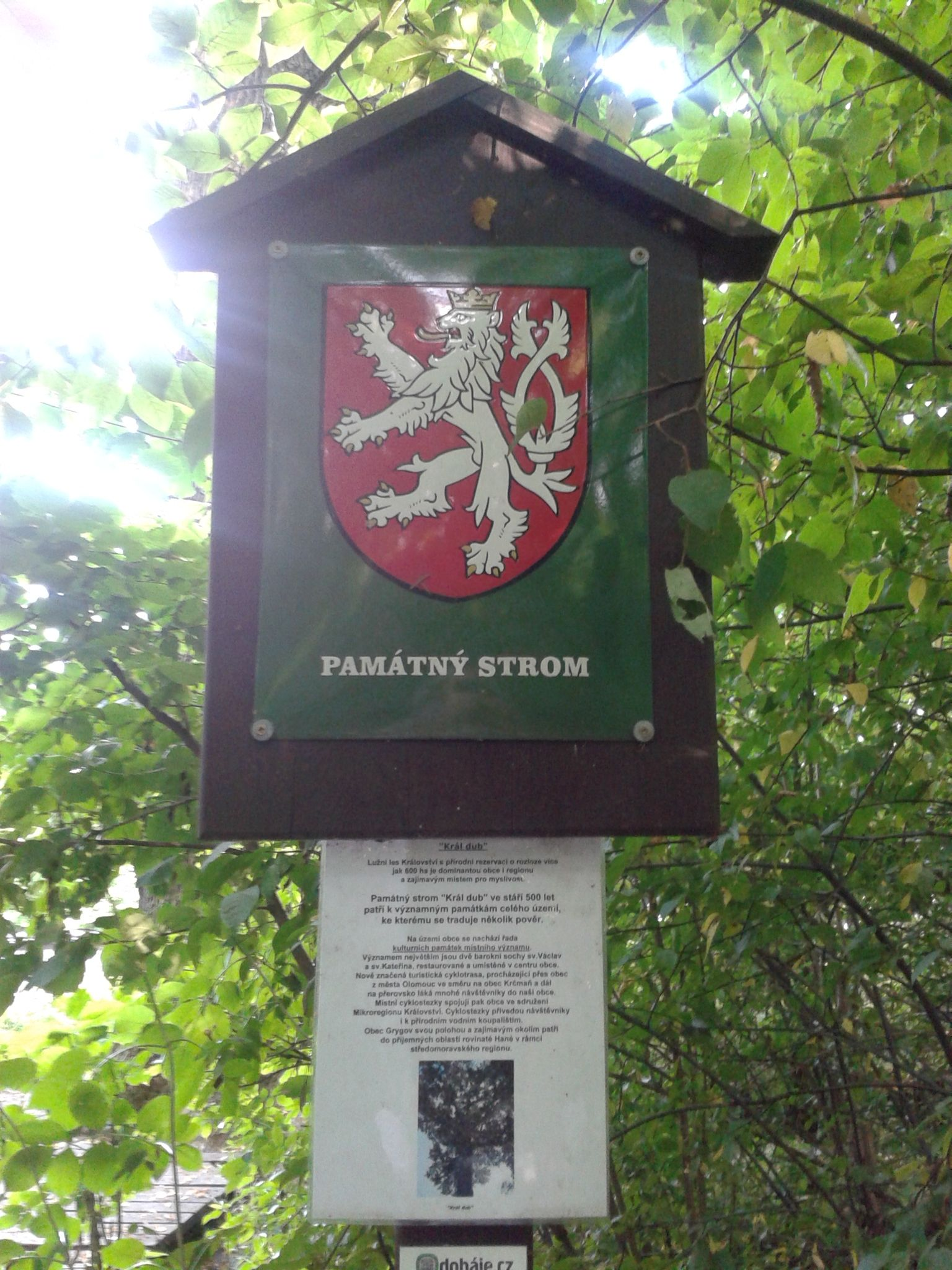
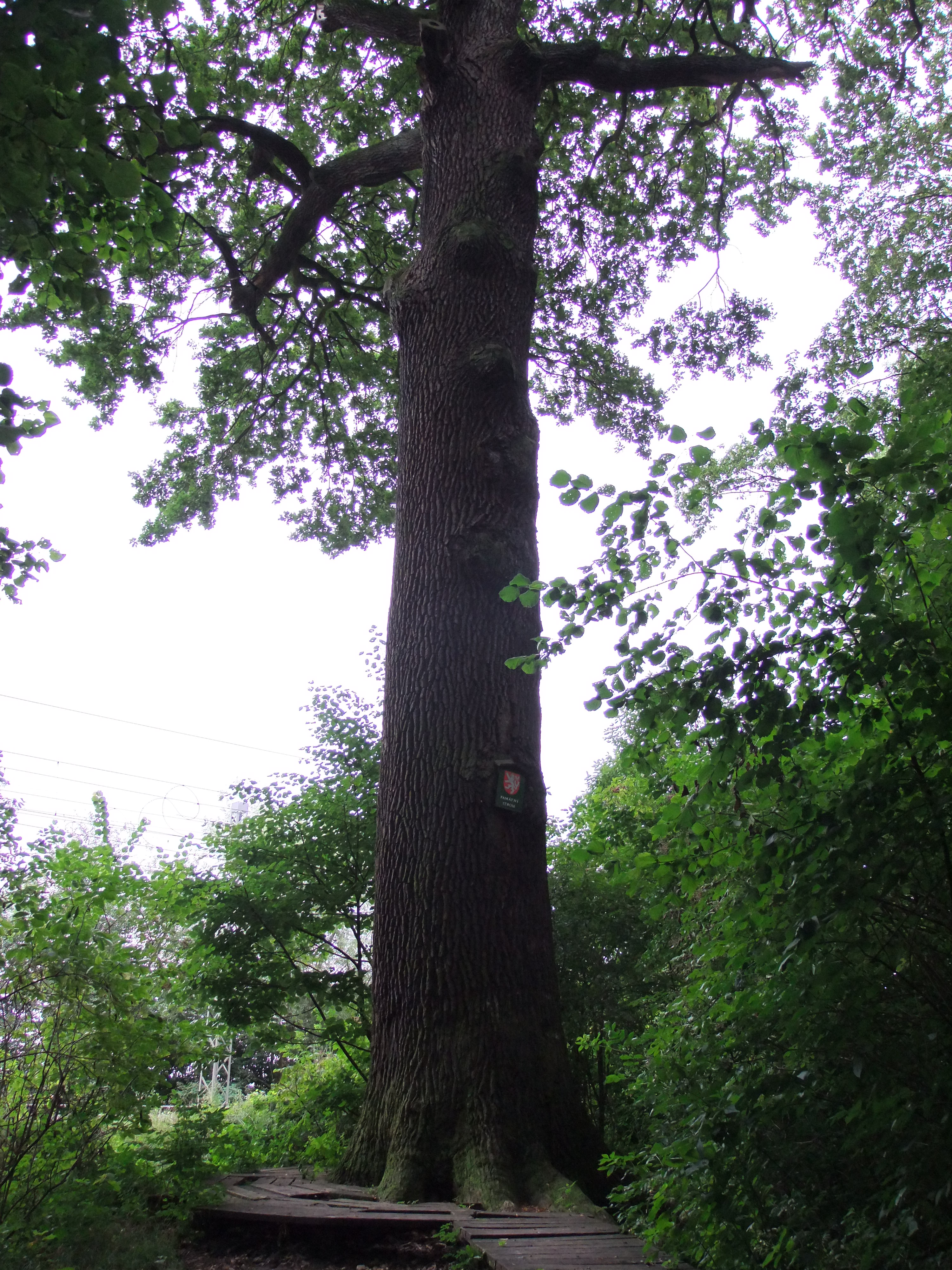
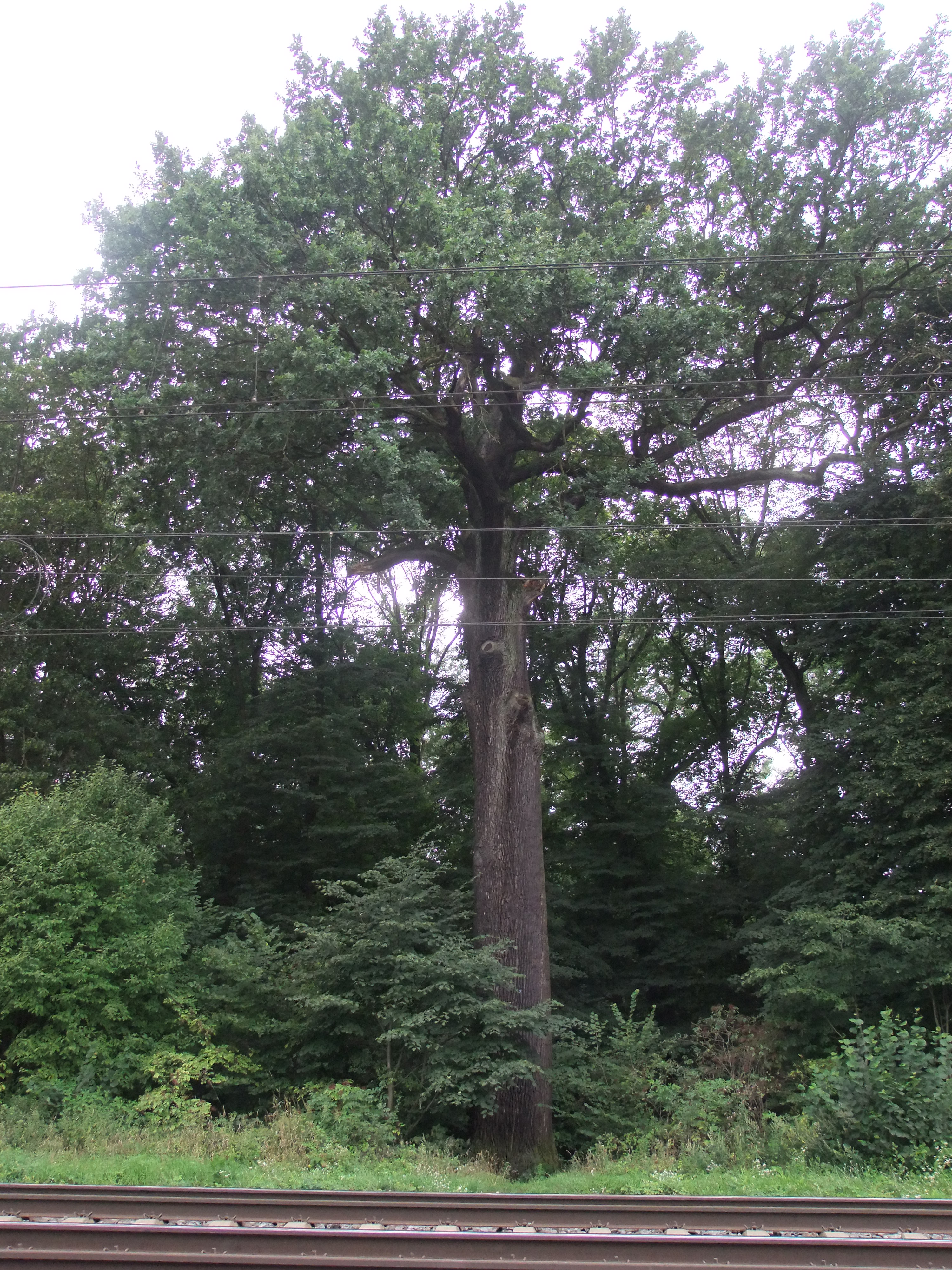
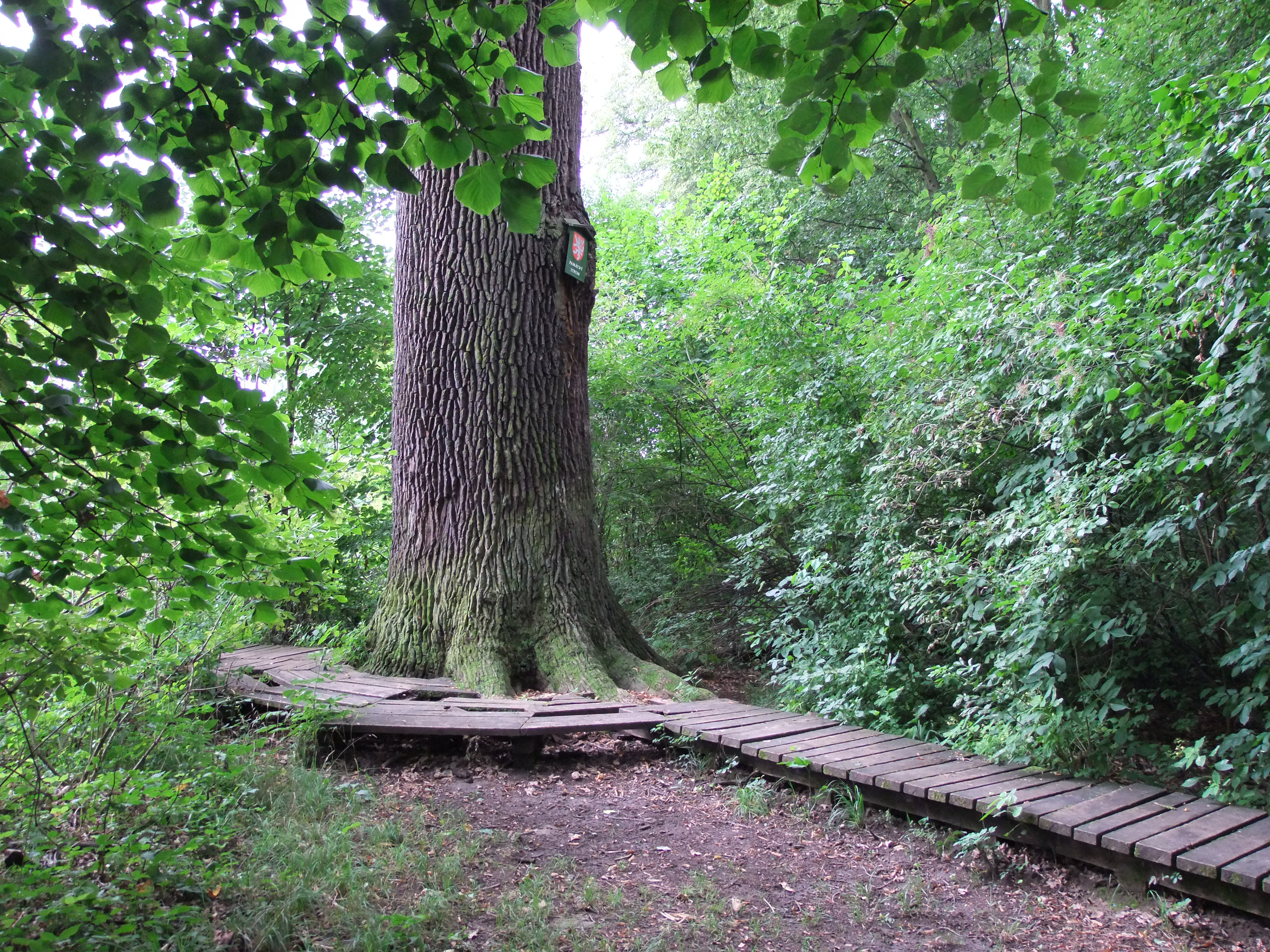